# Communauté de communes de la vallée du Prunelli
La Communauté de communes de la Vallée du Prunelli est une ancienne communauté de communes française, située dans le département de la Corse-du-Sud et la région Corse.

## Histoire
- 31 décembre 2016 : la communauté de communes est scindée en deux. La commune de Cauro intègre la communauté de communes  de la Pieve de l'Ornano et les cinq autres rejoignent la communauté de communes de la Haute Vallée de la Gravona.

## Composition
Elle regroupe 6 communes :
| Nom                   | Code Insee | Gentilé                        | Superficie (km2) | Population (dernière pop. légale) | Densité (hab./km2) |
| --------------------- | ---------- | ------------------------------ | ---------------- | --------------------------------- | ------------------ |
| Bastelicaccia (siège) | 2A032      | Bastilcacci ou Bastelicacciais | 18,21            | 3 796 (2014)                      | 208                |
| Cauro                 | 2A085      | Cavrais                        | 27,90            | 1 331 (2014)                      | 48                 |
| Eccica-Suarella       | 2A104      |                                | 14,47            | 1 117 (2014)                      | 77                 |
| Bastelica             | 2A031      | Bastelicais                    | 127,69           | 544 (2014)                        | 4,3                |
| Ocana                 | 2A181      | Ocanais                        | 26,06            | 561 (2014)                        | 22                 |
| Tolla                 | 2A326      | Tollais                        | 25,45            | 115 (2014)                        | 4,5                |